# 杜亜
杜 亜（と あ、725年 - 798年）は、唐代の官僚・政治家。字は次公。本貫は京兆府。

## 経歴
若くして学問に渉猟し、事物の道理と歴代の成功と失敗のことを言うのを得意とした。至徳2載（757年）、霊武で封章を献上し、行政のことを言上して、校書郎に任じられた。この年、杜鴻漸が河西節度使となると、杜亜は召し出されて従事となり、評事・御史を歴任した。後に入朝して、工部・戸部・兵部・吏部の員外郎を歴任した。永泰末年、剣南で反乱が起こり、杜鴻漸が宰相として山南剣南道副元帥を領し出向すると、杜亜は楊炎とともに判官となった。剣南から長安に帰ると、吏部郎中・諫議大夫に任じられた。ときに李栖筠が皇恩を承けて、衆目するところ必ずや宰相となるだろうとみなされていたため、杜亜は厚くこれと結んだ。元載が罪を得ると、杜亜は劉晏・李涵ら7人とともにこれを尋問した。大暦12年（777年）、元載の死の翌日に杜亜は給事中・河北宣慰使に転じた。宰相の常袞は杜亜のことが気に入らず、大暦13年（778年）に杜亜は洪州刺史・兼御史中丞・江西都団練観察使として出された。
大暦14年（779年）5月、徳宗が即位すると、杜亜は長安に召還され、まもなく江西観察使となった。陝州観察使・兼転運使として出向した。11月、河中尹・河中晋絳慈隰都防禦観察使に転じた。楊炎が宰相となると、建中元年（780年）に劉晏が罪を得て、杜亜も連座して睦州刺史に左遷された。
興元元年（784年）、杜亜は長安に召し出されて刑部侍郎に任じられた。まもなく揚州長史・兼御史大夫・淮南節度観察使として出向した。杜亜は行政事務の多くを補佐役に委ねて、自分は賓客を招いて談論にふけるばかりであった。奢侈を好み、龍舟競漕を楽しんで、舟を早くするために船底に漆を塗らせた。大舟を通すために運河を開き、財政を枯渇させた。
貞元5年（789年）、戸部侍郎の竇覦が杜亜に代わって淮南節度使となった。杜亜は検校吏部尚書・判東都尚書省事をつとめ、東都留守・都防禦使となった。厚く宦官に賄賂を贈り、自ら河南尹を兼領したいと求めたが、事は果たせなかった。貞元9年（793年）、礼部尚書の董晋が代わって東都留守となり、杜亜は長安に召還された。風疾が重くなり、脚や膝を患って、朝廷での謁見に耐えられなかった。貞元14年（798年）5月甲午、家で死去した。享年は74。太子少傅の位を追贈された。諡は粛といった。

## 伝記資料
- 『旧唐書』巻146 列伝第96
- 『新唐書』巻172 列伝第97